# Société de construction des Batignolles
Pour les articles homonymes, voir Batignolles et SCB.
La Société de construction des Batignolles (SCB) (1871-1968) est une ancienne entreprise française de construction ferroviaire et de travaux publics au niveau national et international. Elle fut une des grandes entreprises françaises de travaux publics qui s'imposèrent au premier rang mondial entre la fin du XIXe siècle et le XXe siècle.
Aujourd’hui, elle fait partie de l’histoire de Spie Batignolles.

## Histoire
Cette section ne s'appuie pas, ou pas assez, sur des sources secondaires ou tertiaires indépendantes du sujet.

Pour l'améliorer, ajoutez-en, ou placez des modèles {{Source secondaire souhaitée}} ou {{Source secondaire nécessaire}} sur les passages mal sourcés. (janvier 2025)
La société anonyme est créée en 1871, prenant la suite de la société en commandite Ernest Goüin et Cie fondée par Ernest Goüin en 1846.
L'usine fondée en 1848 et fermée en 1928 était située dans le quartier des Batignolles à Paris dans un rectangle entre l'avenue de Clichy, la rue Boulay, la rue Marcadet (actuellement rue de La Jonquière) et le passage Dhier, actuelle rue Émile-Level.
Elle produit des locomotives à vapeur pour la compagnie des chemins de fer de l’Ouest et aussi pour de nombreux réseaux, dont elle assurait la construction, comme le PO-Corrèze.
En 1875, la SCB commence à travailler en Algérie, avec la liaison Bône-Guelma, puis en Tunisie.
Première tentative de tunnel sous la manche en 1885, la SCB produit les perforatrices Beaumont utilisées pour le percement.
La SCB construit le pont de la Trinité à Saint-Petersbourg en 1897, qui répond à celle du pont Alexandre-III à Paris dont la première pierre fut posée par Nicolas II et qui fut inauguré en 1900 pour l'Exposition universelle de Paris. En 1901, la SCB participe au concours pour la réalisation du pont du Palais dans la même ville. L'implantation dans l'Empire russe est ancienne, avec, entre 1847 et 1862, la construction des ouvrages de la ligne du chemin de fer Saint-Pétersbourg-Varsovie, le pont Kierbedź sur le Vistule (Varsovie), le pont de Rybinsk sur la Volga, le phare de Sukhum, les chantiers et locomotives de la Grande société des chemins de fer russes (GSCFR) ou bien des ponts pour le Transsibérien. La SCB y a sa représentation au no 22 de la rue Bolchaïa Morskaïa à Saint-Petersbourg et s'y dote d'ateliers de montage situés à Volynkino, destinés en particulier à l'équipement du Transsibérien. Elle y finance également en 1909 la construction de l'église Notre-Dame-de-Lourdes pour la communauté catholique française de Russie.
En 1911, il est constitué avec Schneider et Hersent le Consortium des ports ottomans, avec objectif de rechercher des concessions de construction et exploitation de ports au sein de l'Empire ottoman. La Banque impériale ottomane est choisie en tant que banquier et adhère au consortium en 1912. Ils en signent le contrat d'association en participation pour la construction des ports en 1914.
À la veille de la Première Guerre mondiale, en 1913, la SCB réalise 73 % de son chiffre d'affaires à l'étranger.
Durant la Grande Guerre, la SCB développe son industrie notamment autour de l'armement et les infrastructures de guerre.
En 1917, création à Nantes par Gaston Goüin de la filiale Compagnie générale de construction de locomotives (Batignolles-Châtillon).
En 1928, elle se recentre sur ses activités de construction d’infrastructures ferroviaires et travaux publics, elle ferme ses ateliers de l'avenue de Clichy aux Batignolles. La construction de locomotives à vapeur et d'armements de guerre est poursuivie par sa filiale Batignolles-Châtillon installée à Nantes. 
Entre les deux guerres mondiales, dans les années 1920, elle participe à la construction d’un tronçon de la ligne de chemin de fer «Congo-Océan», en Afrique de l’Ouest.
Avant guerre, la SCB collabore à la construction de la Ligne Maginot. Pendant la Seconde Guerre mondiale, la SCB est obligée de se recentrer sur les chantiers métropolitains (75 % de son marché était en dehors de la France), et collabore alors au plus grand chantier de l'époque, la construction du mur de l'Atlantique, ce qui lui sera reproché à la libération.
À partir de 1947, la SCB développe fortement son activité de barrages.
En 1948, introduction du titre SCB à la Bourse de Paris.
Cette société construit des locomotives électriques et diesel à partir des années 1950. 
En 1968 la Société de construction des Batignolles fusionne avec la Société parisienne pour l’industrie électrique (SPIE), elles forment le groupe français de construction Spie Batignolles.

### Liste des présidents
- 1871-1885 : Ernest Goüin
- 1885-1908 : Jules Goüin
- 1908-1921 : Gaston Goüin
- 1921-1922 : Édouard Goüin
- 1922-1926 : Jean Roland-Gosselin
- 1926-1928 : Étienne Thouzellier
- 1928-1931 : Maurice Devies

Ernest Goüin, fondateur de la SCB.

- 1931-1956 : Ernest-Georges Goüin (intérim assuré successivement par Henry Goüin, Jules Aubrun et Charles Candelier en 1945)
- 1956-1966 : Jean Aubert
- 1966-1968 : René Berthon (fusion en Spie Batignolles en 1968, René Berthon reste au poste de PDG jusqu’en 1982)

### Logos

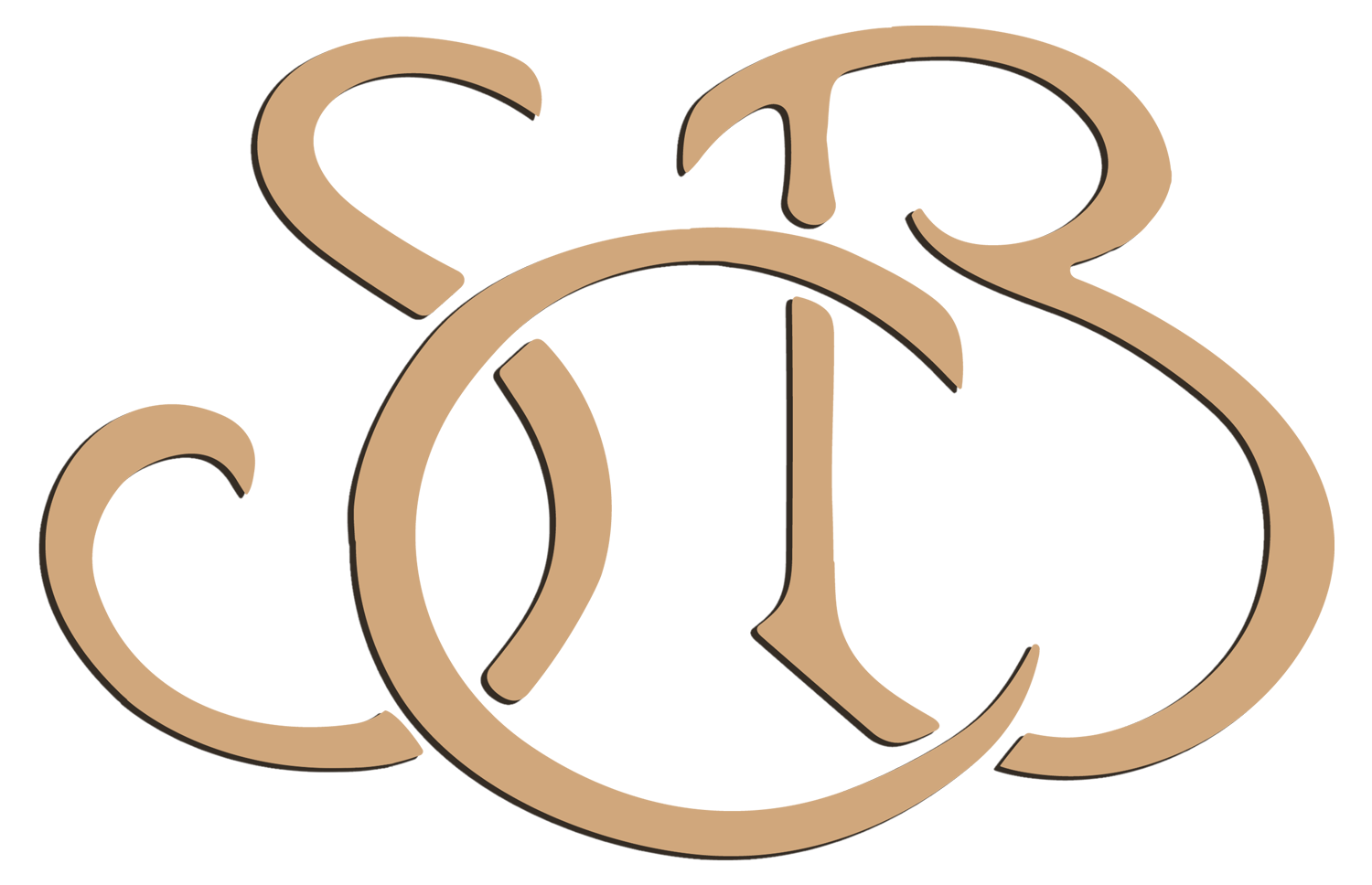
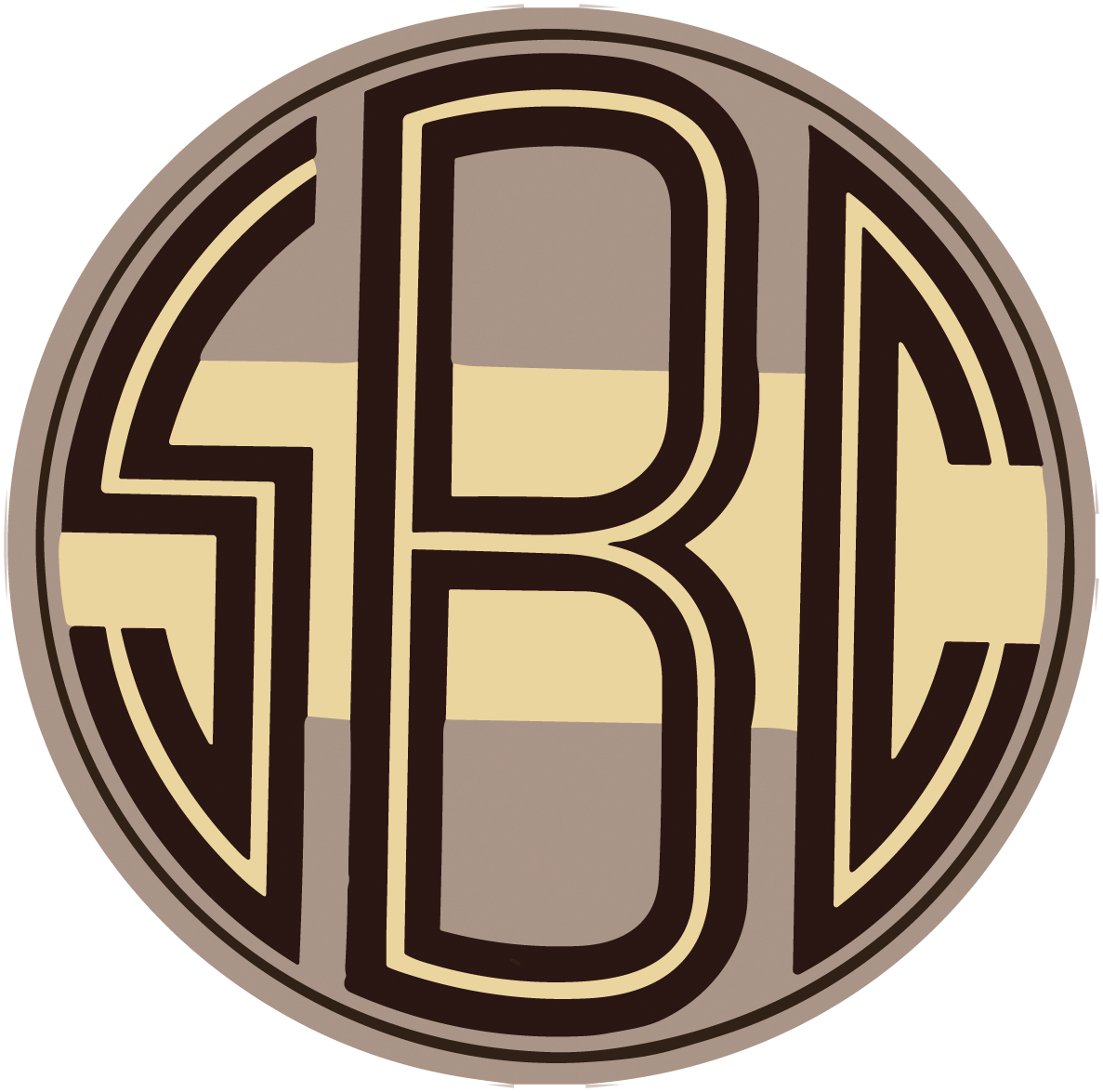

## Réalisations et productions

### Lignes de chemin de fer
- Ligne de chemin de fer de Barbentane à Orgon (28 km)
- Ligne de chemin de fer de Pitești à Craiova en Roumanie
- Ligne de chemin de fer en concession en Algérie (435 km)
- Ligne de chemin de fer en concession en Tunisie (1 149 km)
- Ligne de chemin de fer de Dakar-Saint-Louis du Sénégal
- Ligne de chemin de fer de Beyrouth à Damas (Liban, Syrie)
- Lignes de chemin de fer de Brigue à Gletsch et de Gletsch à Disentis, pour le compte de la Compagnie suisse du chemin de fer de la Furka (Brig-Furka-Disentis), en Suisse
- Ligne d'Annaba à Djebel Onk
- Ligne de Pons à Saujon
- Ligne de Chemin de Fer Moudania Brousse (Empire ottoman)
- Ligne de chemins de fer de l'Indochine et du Yunnan (465 km)
- Ligne de chemin de fer d'Athènes à Salonique, en Grèce (532 km)
- Ligne de chemin de fer Congo-Océan de Pointe-Noire-Brazzaville (172 km)

### Canaux, ports et barrages
- Siphon du Pont de l'Alma à Paris
- Canal de Pierrelatte et de son réseau - extension
- Canal de Suez - participation à la construction
- Grand canal d'Alsace - construction du troisième tronçon
- Canal de Vogelgrun
- Port de Tunis - La Goulette
- Port de Bizerte (Tunisie)
- Port de Bourgas sur la Mer Noire en Bulgarie
- Port de Pernambouc (Brésil)
- Port de Callao (Pérou) - modernisation et agrandissement (1962-1968)
- Port de Douala (Cameroun)
- Port de Guayaquil, Équateur (1945-1950)
- Port de Tamatave (Madagascar)
- Port de Djibouti
- Port de Casablanca (Maroc) - aménagement
- Port de Gdynia en Pologne (en association avec Schneider)
- Port du Pirée (en association avec Schneider) - amélioration et extension
- Barrage de Suresnes - reconstruction
- Barrage d'irrigation d'Idfina dans le delta du Nil
- Barrage de Luzech
- Barrage de Pannecière-Chaumard
- Barrage de Saint-Vidian
- Barrage de Cazères
- Barrage de Saint-Pierre-Cognet
- Barrage de Fandango (1953-1958)
- Barrage hydraulique de Markala, sur le Niger, Sansanding (Mali) (1934-1947)

### Ponts et viaducs
- Pont Troïtsky sur la Neva à Saint-Pétersbourg
- Pont du Palais sur la Neva à Saint-Pétersbourg
- Pont Margit híd sur le Danube à Budapest
- Pont sur le Wouri (Cameroun)
- Pont de Slatina (Roumanie)
- Pont Alexandre-Ier à Belgrade, pont-route suspendu sur la Save (467 m)
- Pont de Bémarivo (Madagascar)
- Pont de Fanambana (Madagascar)
- Pont de Lohoko (Madagascar)
- Pont de Sambava (Madagascar)
- Pont-rail de Zofu (République démocratique du Congo)
- Pont de Gorgopotamos (el) (Grèce)
- Viaduc d'Asopos (Grèce)
- Viaduc de Bralo (Grèce)
- Viaduc de la Porte de Paris
- Viaduc d'Aïn Sennour (Algérie)
- Viaduc du Viaur
- Viaduc de Faux-Namti (Chine)
- Viaduc d'Ormaiztegi (Espagne)
- Wharf de Pointe-Noire
- Wharf de Cotonou (Bénin)
- Aéroport international de Damas

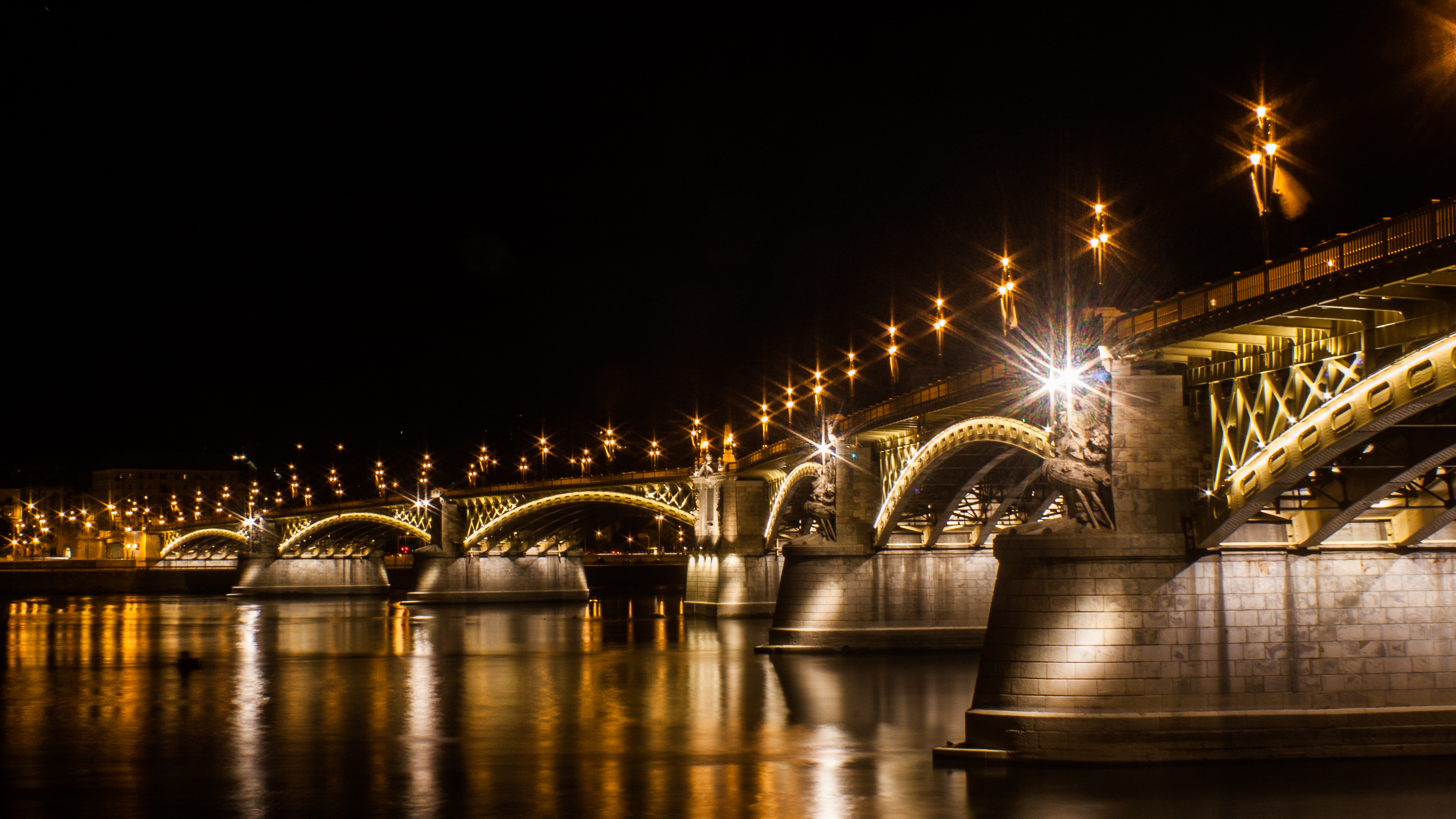
Margit híd (1872-1876)
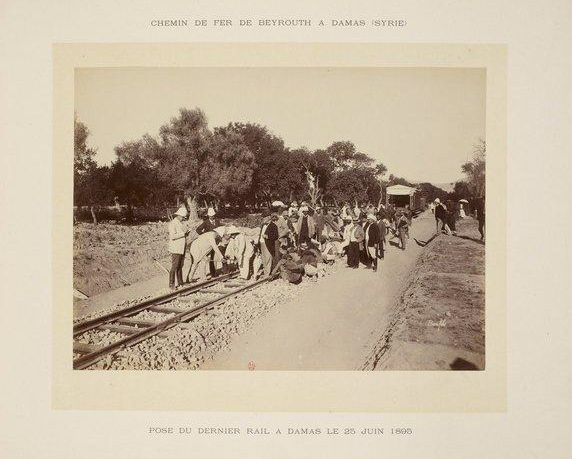
Pose du dernier rail a Damas le 25 juin 1895 (Chemin de fer de Beyrouth à Damas)
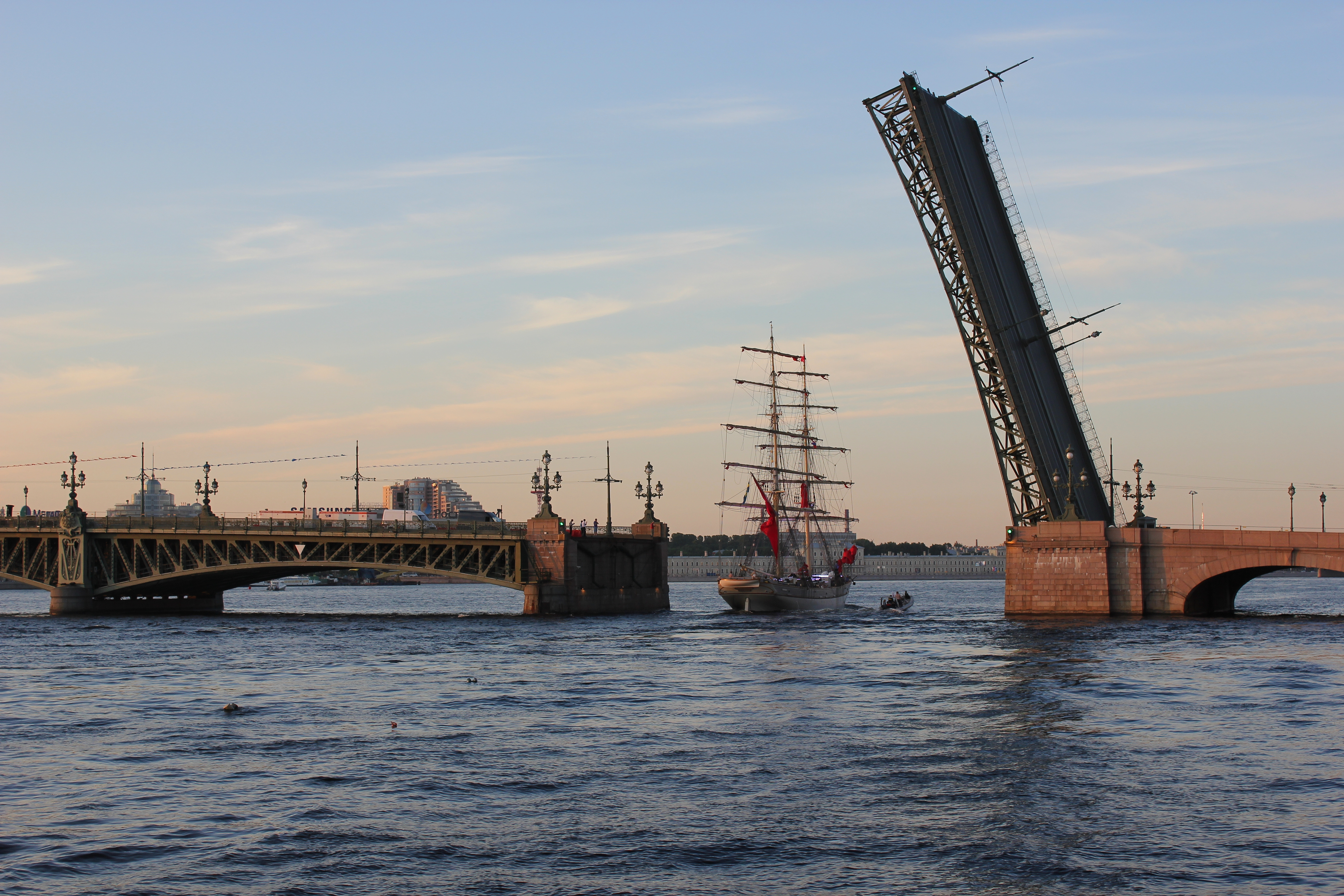
Pont de la Trinité (1897)
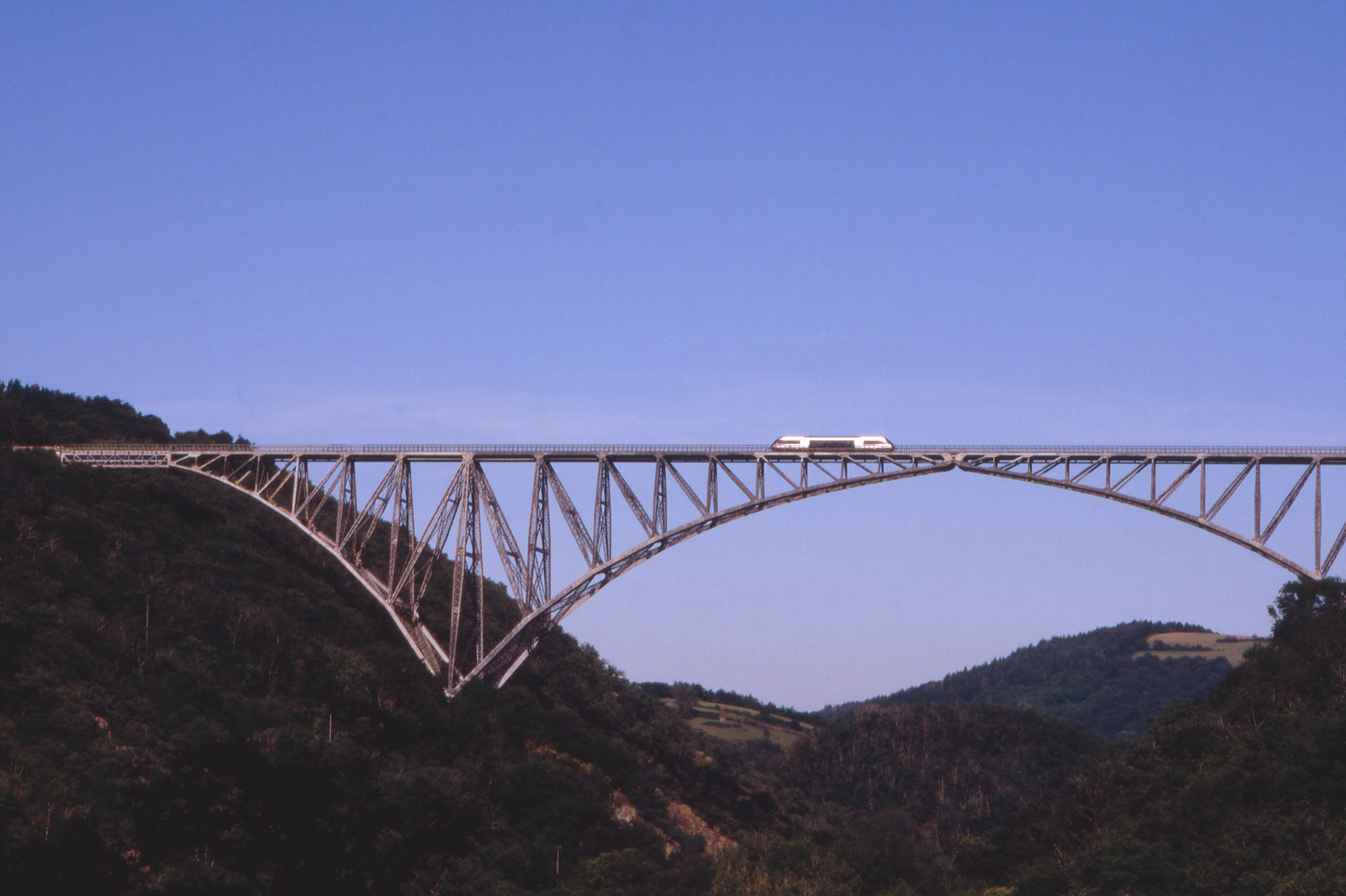
Viaduc du Viaur (1897-1902)
Viaduc de Faux-Namti (1907-1909)
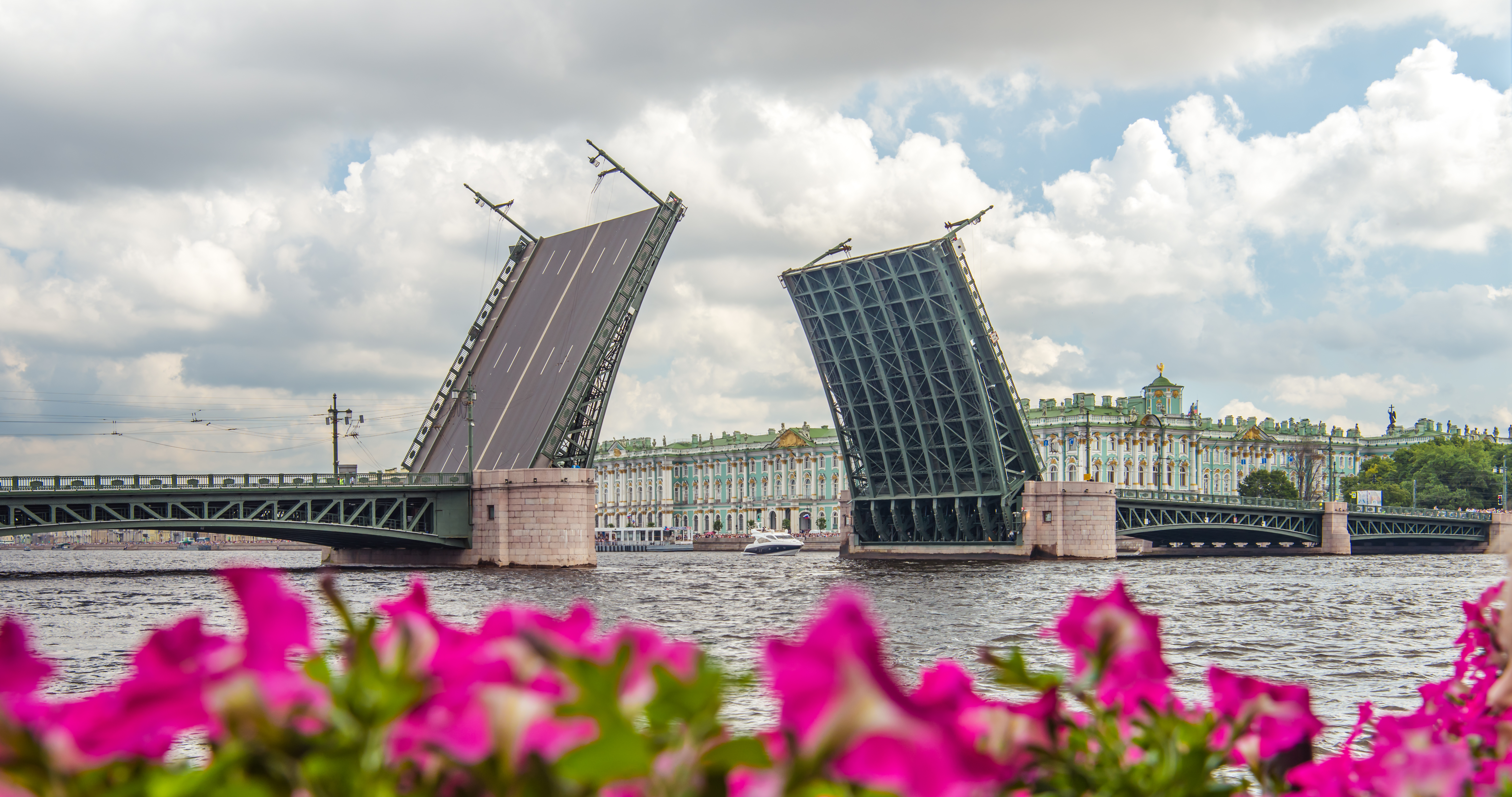
Pont du Palais (1916)
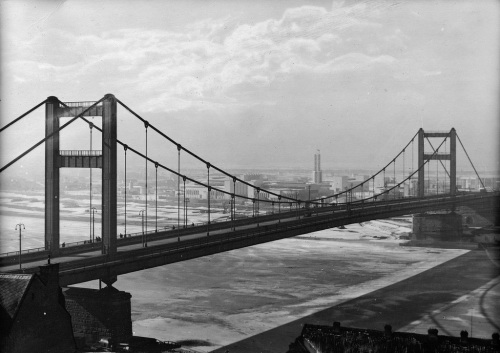
Pont Alexandre-Ier (1930-1934)
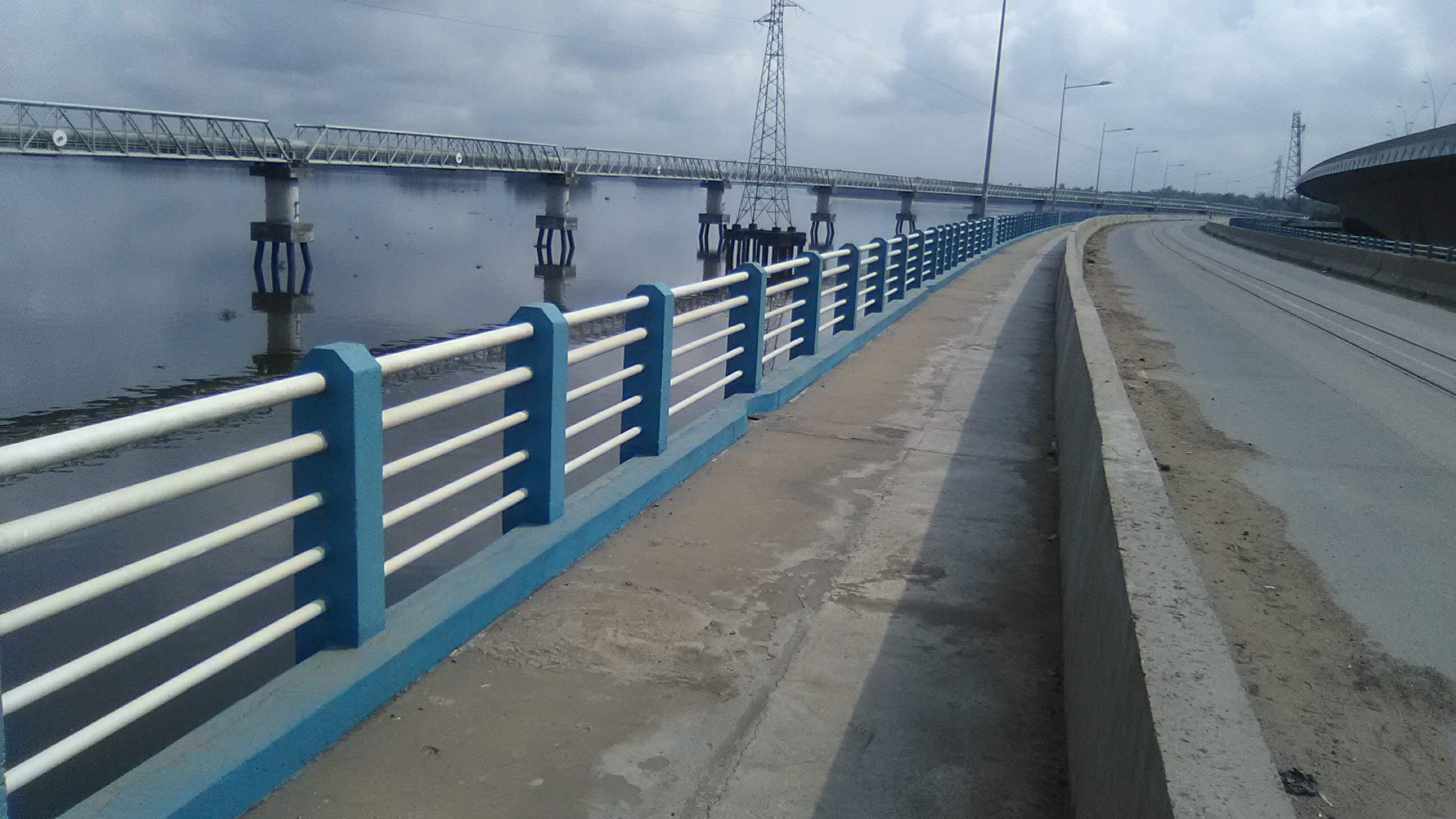
Pont sur le Wouri (1951-1954)

### Production de locomotives à vapeur
- 030 T Ouest n° 3588 à 3602 de 1898

## Filiales et participations

### Filiales

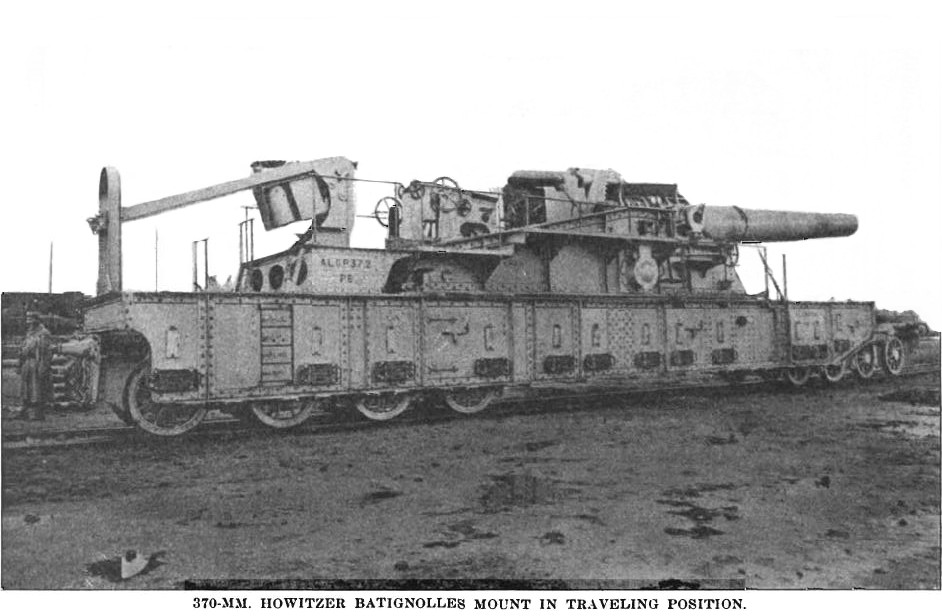
Artillerie lourde sur voie ferrée française en 1917, un canon de 370 mm sur un wagon Batignolles.

- Compagnie générale de construction de locomotives (Batignolles-Châtillon)
- Compagnie des chemins de fer Bône-Guelma et Prolongement[6]
- Compagnie fermière des chemins de fer tunisiens
- Compagnie du chemin de fer de Dakar à Saint-Louis
- Compagnie du Chemin de Fer Moudania Brousse
- Compagnie des chemins de fer régionaux des Bouches-du-Rhône
- Compagnie des Tramways des Vosges
- Compagnie française des chemins de fer de l'Indochine et du Yunnan
- Société d'exploitation des chemins de fer en Corrèze
- Compagnie suisse du chemin de fer de la Furka
- Société de travaux Batignolles Savoie (SOTRABAS)
- Société des chemins de fer helléniques
- Société de construction des Chemins de fer Indochinois
- Société pour l'entretien mécanique des voies ferrées
- Compagnie française pour l'équipement industriel
- Société de Construction du Port de Pernambuco
- Société d'Études des Chemins de Fer en Chine
- Société d'Étude des Travaux Publics au Maroc
- Compagnie des chemins de fer de la Limagne
- Société française d'entreprises au Brésil
- Société des travaux pour l'Étranger
- Société nouvelle de machines-outils
- Société du canal de Pierrelatte
- Société de construction du port de Pernambouc (SCPP)
- Brasilia Obras Publicas (BOP)
- Chemin de fer Congo-Océan
- Société d'exploration minière équatoriale
- Compagnie du chemin de fer de la Seudre

### Participations de la SCB dans l'actionnariat de sociétés
- Compagnie générale de constructions navales (la SCB possédait 1/7 du capital)
- Société d'exploitation des procédés de forage Beneto (un des principales actionnaires)
- Société d'exploitation minière équatoriale (cofondateur)
- Compagnie générale française pour le commerce et l'industrie (principale actionnaire)
- Société française de roulements à billes NKA
- Société immobilière de Saint-Joseph-de-Portric (principale actionnaire)
- Société française des torpilles de Saint-Tropez
- Société Strada (actionnaire à hauteur de 50 %)